# Kózki (owady)
Kózki (Cerambycoidea) – nadrodzina chrząszczy z podrzędu wielożernych, wchodząca w skład chrząszczy roślinożernych (Phytophaga).
Nadrodzina ta została wprowadzana w 1920 roku przez Charlesa W. Lenga. Obejmowała: Oxypeltidae, osówkowate (Vesperidae), Disteniidae i kózkowate (Cerambycidae). Obecnie nie jest wyróżniana, a należące tu rodziny włączane są do nadrodziny Chrysomeloidea.